# Abraham Buford

Abraham Buford

Abraham Buford (* 18. Januar 1820 im Woodford County, Kentucky; † 9. Juni 1884 in Danville, Indiana) war Offizier des US-Heeres, Brigadegeneral des konföderierten Heeres im Sezessionskrieg und Pferdezüchter. Zwei seiner Cousins, John Buford und Napoleon Bonaparte Buford, waren Generäle der Nordstaaten.

## Leben
Nach dem College besuchte Buford die US-Militärakademie in West Point, New York, die er 1841 als 51. seines Jahrgangs abschloss. Am Amerikanisch-Mexikanischen Krieg nahm er mit Auszeichnung teil. Nach dem Ausscheiden aus dem Heer 1854 widmete er sich der Pferdezucht.
Nach Ausbruch des Bürgerkrieges verhielt sich Buford, wie auch sein Heimatstaat, zunächst neutral. Nach der Invasion Kentuckys durch die konföderierte Mississippi-Armee unter General Braxton Bragg trat Abraham Buford als Brigadegeneral am 2. September 1862 auf Seiten der Konföderation in den Bürgerkrieg ein. Buford kämpfte im zweiten Vicksburg-Feldzug. Im Februar 1865 führte er eine Kavalleriedivision im Kavalleriekorps unter Nathan Bedford Forrest bis zu dessen Kapitulation im April 1865.
Nach dem Krieg führte Buford seine Farm weiter. Daneben stieg er erfolgreich ins Pferdesportgeschäft ein und war Besitzer mehrere erfolgreicher Rennpferde. Durch seine Bekanntheit wurde er in den Senat von Kentucky gewählt. Finanzielle Fehlspekulationen führten zum Verlust seiner Farm, worauf er sich am 9. Juni 1884 das Leben nahm. Buford wurde in Lexington, Kentucky im Grab seiner Familie beigesetzt.